# Потиньи
Потиньи́ (фр. Potigny) — коммуна во Франции, находится в регионе Нижняя Нормандия. Департамент коммуны — Кальвадос. Входит в состав кантона Фалез-Север. Округ коммуны — Кан.
Код INSEE коммуны — 14516.

## Население
Население коммуны на 2010 год составляло 1783 человека.
| 1962 | 1968 | 1975 | 1982 | 1990 | 1999 | 2010 |
| ---- | ---- | ---- | ---- | ---- | ---- | ---- |
| 2926 | 2720 | 2408 | 2155 | 1787 | 1703 | 1783 |

## Экономика
В 2010 году среди 1073 человек трудоспособного возраста (15—64 лет) 787 были экономически активными, 286 — неактивными (показатель активности — 73,3 %, в 1999 году было 61,7 %). Из 787 активных жителей работали 681 человек (377 мужчин и 304 женщины), безработных было 106 (45 мужчин и 61 женщина). Среди 286 неактивных 88 человек были учениками или студентами, 99 — пенсионерами, 99 были неактивными по другим причинам.